# Episodi di Squadra emergenza (serie televisiva 1999) (seconda stagione)
La seconda stagione della serie televisiva Squadra emergenza, composta da 22 episodi, è stata trasmessa negli Stati Uniti dal 2 ottobre 2000 al 21 maggio 2001 dal canale NBC.
In Italia è stata trasmessa da Canale 5.
| nº | Titolo originale                    | Titolo italiano             | Prima TV         | Prima TV Italia |
| -- | ----------------------------------- | --------------------------- | ---------------- | --------------- |
| 1  | The Lost                            | Scomparso                   | 2 ottobre 2000   |                 |
| 2  | Faith                               | Faith                       | 9 ottobre 2000   |                 |
| 3  | Four Days                           | Quattro giorni              | 16 ottobre 2000  |                 |
| 4  | Jimmy's mountain                    | La montagna di Jimmy        | 23 ottobre 2000  |                 |
| 5  | Kim's Hope Chest                    | La speranza di Kim          | 30 ottobre 2000  |                 |
| 6  | The Tys That Bind                   | Ty eroe                     | 6 novembre 2000  |                 |
| 7  | After Hours                         | Dopo una certa ora...       | 13 novembre 2000 |                 |
| 8  | Know Thyself                        | Conosci te stesso           | 27 novembre 2000 |                 |
| 9  | Run of the Mill                     | La lotta contro i mulini    | 4 dicembre 2000  |                 |
| 10 | History                             | Storie                      | 18 dicembre 2000 |                 |
| 11 | A Hero's Rest                       | Quello che resta degli eroi | 15 gennaio 2001  |                 |
| 12 | True Love                           | Vero amore                  | 22 gennaio 2001  |                 |
| 13 | Duty                                | Dovere                      | 29 gennaio 2001  |                 |
| 14 | A Rock and a Hard Place             | Morire per amore            | 5 febbraio 2001  |                 |
| 15 | Requiem for a Bantamweight          | Requiem per un peso gallo   | 12 febbraio 2001 |                 |
| 16 | Unfinished Business                 | Recriminazioni              | 26 febbraio 2001 |                 |
| 17 | The Self-Importance of Being Carlos | Carlos l'egocentrico        | 19 marzo 2001    |                 |
| 18 | Honor                               | Onore                       | 16 aprile 2001   |                 |
| 19 | Walking Wounded                     | Il ferito a spasso          | 23 aprile 2001   |                 |
| 20 | Man Enough                          | Uomini a sufficienza        | 30 aprile 2001   |                 |
| 21 | Exposing Faith                      | Faith smascherata           | 14 maggio 2001   |                 |
| 22 | ...And Zeus Wept                    | ...E Zeus pianse            | 21 maggio 2001   |                 |